# Diederik IV van Kleef
Diederik IV, graaf van Kleef, (Diederik II volgens een andere telling) (ca. 1125 - 27 april 1172) was een zoon van graaf Arnold I van Kleef en Ida van Leuven. Diederik was een aanhanger van de Hohenstaufen en kon zo zijn macht verder uitbouwen. Hij was gehuwd met Adelheid van Sulzbach (ca. 1140 - 10 september 1189). Zij kregen de volgende kinderen:
- Margaretha, die huwde met landgraaf Lodewijk III van Thüringen (-1190). Ze kreeg een dochter maar werd door Lodewijk verstoten toen hij wilde hertrouwen met Sophia van Minsk.
- Diederik V, opvolger van zijn vader
- Adelheid, die in 1187 huwde met graaf Dirk VII van Holland (-1203)
- Arnoud (ca. 1155 - 1201), heer van Valkenburg door zijn huwelijk, gehuwd met Aleidis van Heinsberg (ca. 1175 - Kleef, 1217, begraven in Heinsberg). Ouders van: Dirk I van Valkenburg; Arnold (ovl. Damietta, 1218); Agnes (ovl. voor 1212) non; en mogelijk Mechtild (ca. 1200 - ca. 1254) gehuwd met Arnold van Heusden (ca. 1190 - ca. 1242), anders is zij een dochter van Dirk.

## Genealogie
Bekende voorouders van Adelheid van Sulzbach zijn:
- (1) Gebhard III van Sulzbach (ca. 1114 - 23 oktober 1188) en Mechtild van Beieren (ca. 1110 - 16 maart 1183), weduwe van Diepholt van Vohburg
  - (2) Berengarius II van Sulzbach en Adelheid van Wolfratshausen
  - (2) Hendrik de Zwarte en Wulfhilde van Saksen